# Adela av Hamaland
Adela av Hamaland, född 952, död 1021 i Köln, var grevinna av Hamaland cirka 973-1021 och regent i Renkum cirka 983-okänt år. Hennes anspråk på grevetronen i Hamaland ledde till långdragna tronstrider. 

## Biografi
Adela av Hamaland var dotter till greve Wichman II av Hamaland (död 973) och Liutgard av Flandern (död 962). Hon var gift med greve Immed av Renkum (död 983) och Balderik, som hon gjorde till greve av Hamaland. Hon regerade grevedömet Renkum 983, troligen som förmyndare för sin son Dirk.
Adelas far hade donerat större delen av Hamaland till klostret Elten, som han hade grundat med Adelas syster Luitgard som abbedissa. Vid faderns död 973 gjorde kejsaren Elten till en autonom klosterstat, och Luitgard överlät sitt arvland på klostret. Krig utbröt mellan systrarna, och Liutgard lät sin vasall Balderik anfalla Adelas borg och bränna ned den. 983 avled Adelas make, och hon fick kontrollen över hans grevedöme Renkum. Hon ockuperade Liutgards arvland, men tvingades av kejsaren att återlämna det. Vid Liutgards död 995 gifte sig Adela med Liutgards vasall Balderik. Efter kejserlig medling delades landet 996 upp mellan Elten och Adela, men efter kejsarens död 999 ockuperade Adela och Balderik Elten och regerade sedan över ett stort landområde: Balderik blev formellt hennes fars efterträdare som greve.
Då Balderiks rival Wichman van Vreden mördades år 1016, föll skulden på Adela, då Balderik endast sågs som hennes redskap. Wichmans anhängare belägrade och intog då borgen Uplade, där Adela ensam försökte försvara slottet med en styrka så otillräcklig att hon hade klätt ut kvinnor till soldater för att få fienden att tro att det fanns fler soldater där än vad som var fallet. Hon fick dock fri lejd från borgen.

## Eftermäle
Adela beskrivs som högljudd, vulgär, talangfull inom vävning och mycket elegant. Hon anklagades av krönikörerna för att ha förgiftat både sin syster och sin son. Enligt legenden grävdes hennes lik upp flera år efter hennes död, eftersom hennes ondska ansågs orsaka en storm som då rasade, och slängdes i floden Rhen.
Adela fick traditionellt ett dåligt rykte i historien och har kallats för Nederländernas lady Macbeth. Hon blev föremål för romanen De valse dageraad (2001, ISBN 9789035122895) av Jan van Aken.